# Graham O'Brien
Graham O'Brien es un personaje de ficción creado por Chris Chibnall y interpretado por Bradley Walsh en la longeva serie británica de ciencia ficción Doctor Who. En la undécima temporada de la serie, que comienza con el episodio The Woman Who Fell to Earth en 2018, Graham sirve como compañero de la Decimotercer Doctor, una encarnación del viajero alienígena del tiempo conocido como el Doctor (interpretado por Jodie Whittaker). Su personaje es retratado como un hombre común; un conductor de autobús retirado con remisión de un cáncer.
Graham regresa para la duodécima temporada del programa en 2020.

## Apariciones

### Televisión
Graham O'Brien es presentado, en el estreno de la undécima temporada de la serie, como un conductor de autobús retirado y casado con una mujer llamada Grace. Mientras viajaba en un tren a su hogar en Sheffield, Graham y Grace son atacados por una extraña criatura, pero se salvan cuando la Doctor interviene, luego de caer en el tren. Junto con el nieto de Grace, Ryan Sinclair, y la estudiante de policía Yasmin Khan, Graham ayuda al Doctor a detener a Tzim-Sha, un guerrero alienígena, pero su victoria le cuesta la vida a Grace. Después de enterrar a Grace, Graham se une a Ryan y Yaz para ayudar a teletransportar a la Doctor a su nave espacial desaparecida, pero son arrastrados inadvertidamente junto con ella. Después de su consiguiente aventura en The Ghost Monument, la Doctor acepta llevar a Graham, Ryan y Yaz de regreso a la Tierra. Finalmente regresan a Sheffield en el episodio Arachnids in the UK, y Graham lucha con su dolor cuando comienza a ver apariciones de Grace en su hogar. Eventualmente, decide viajar con la Doctor mientras trabaja en su luto.
Mientras viajan juntos, Ryan, que siempre ha rechazado a Graham como figura de abuelo, comienza lentamente a aceptarlo y a mejorar su relación. En It Takes You Away, Graham se enfrenta al aparente regreso de Grace mientras está atrapado en una dimensión espejo. A pesar de las súplicas de la Doctor para que Graham reconozca que Grace ha sido creada por una fuerza alienígena para tentarlo fuera del mundo real, él lucha por rechazarla; sin embargo, él llega a reconocerla como una impostora cuando ella parece indiferente al hecho de que Ryan estaba en peligro. Después de que escapan, Ryan llama a Graham, por primera vez, "abuelo". En el final de temporada, The Battle of Ranskoor Av Kolos, Graham se enfrenta al regreso de Tzim-Sha y promete vengar la muerte de Grace, a pesar de la amenaza de la Doctor de que no viajará con un asesino. Graham se enfrenta a Tzim-Sha, pero con la ayuda de Ryan, lo atrapa y lo bloquea él en una cámara de estasis.

### Otros medios
En septiembre de 2018, se anunciaron tres novelas vinculadas a la undécima temporada, todas ellas con Graham O'Brien: The Good Doctor, Molten Heart y Combat Magicks. Graham aparece en la portada de The Good Doctor.

## Casting y desarrollo
El 22 de octubre de 2017, se anunció que Walsh había sido elegido como compañero en la undécima temporada de Doctor Who, y aparecería junto a Jodie Whittaker en 2018. Walsh había sido un favorito para el papel desde que comenzaron los rumores de su casting en agosto de 2017. Walsh había aparecido previamente en la serie spin-off The Sarah Jane Adventures, en la historia de dos partes The Day of the Clown como Elijah Spellman y Odd Bob el Payaso.
El 9 de diciembre de 2018, se confirmó que Walsh regresaría como Graham para la duodécima temporada, con la serie ya en producción y que salió al aire a principios de 2020.

## Recepción crítica
En Radio Times, el crítico Paul Jones escribió que "del resto del equipo de la TARDIS, Bradley Walsh como Graham es el personaje sobresaliente, realmente creíble y simpático y capaz de transmitir tanta variedad de emociones en solo unas pocas miradas". Kimberley Bond agregó que la actuación de Walsh "nos recordó que en realidad es un actor adecuado y no solo el anfitrión de The Chase". Huw Fullerton dijo que Graham ha sido la "potencia emocional sorpresa" de la nueva serie.